# Simocarcinus
Simocarcinus is een geslacht van kreeftachtigen uit de klasse van de Malacostraca (hogere kreeftachtigen).

## Soorten
- Simocarcinus camelus Klunzinger, 1906
- Simocarcinus depressus (A. Milne Edwards, 1862)
- Simocarcinus longirostris Lenz, 1910
- Simocarcinus obtusirostris (Miers, 1879)
- Simocarcinus pusillus Cano, 1889
- Simocarcinus pyramidatus (Heller, 1861)
- Simocarcinus rostratus (Borradaile, 1900)
- Simocarcinus samoaensis (Edmondson, 1951)
- Simocarcinus simplex (Dana, 1851)